# Hideaway (Kiesza-dal)
A Hideaway című dal a kanadai Kiesza debütáló kislemeze a Sound Of A Woman című albumáról. A dal producere Rami Samir Afuni volt. A dalt 2013 nyarán rögzítették New Yorkban. A dalt a 90-es évek tánczenéje inspirálta.
A dalt Afuni független kiadójam, a Lokal Legend által került kiadásra, az albumot viszont az Island Records is kiadta.
A kislemez a megjelenés hetében több mint 136 000 példányban fogyott az Egyesült Királyságban. A digitális letöltés mellett 7 inches piros színű kislemezen is megjelent, valamint több nem hivatalos 12-es bakelit formátumban is napvilágot látott. A dal az Egyesült Királyság kislemezlistájának 1. helyén végzett, valamint ez volt az Egyesült Királyságban a harmadik leggyorsabban eladott kislemeze-ben.

## Előzmények
A Hideaway című dal Kiesza és Rami Samir Afuni közös szerzeménye. Kiesza eredetileg hagyományos dalszerző-énekes szerepet töltött be, de miután befejezte tanulmányait a Berklee Zeneművészeti Főiskolán, 2013-ban Los Angelesből New Yorkba repült stúdiófelvételekre. A stúdióban Afunival egyre több uptempo stílusú zenét rögzítettek, amiből a végén megszületett a Hideaway című szerzemény. A dal végleges befejezése előtt Kiesza egy elég durva demót készített a dalból, majd mindössze 10 perc alatt befejezte a dalszöveget, hogy elérje a repülőjáratát. A dal alig egy óra alatt elkészült a keveréssel, és a stúdióbeli munkálatokkal, és Kiesza is elérte a Los Angelesbe tartó repülőjáratát is.
A dalt a 90-es évek zenéje ihlette, melyet édesanyja is szívesen hallgatott. Többek között olyan nagy művészekkel, mint CeCe Peniston és Robin S Ebben az időszakban Kiesza dalszerző volt, és több olyan előadó lemezeit hallgatta, mint Rihanna, Icona Pop, vagy Kylie Minogue, mégis igyekezett saját imázsát kialakítani, és addig csiszolta a dalt, míg nem érezte magáénak. Kiesza és Afuni a dalt pop és underground elemekkel komponálták, hogy különböző hangokat komponáljanak, ezzel téve egyedivé a dalt. A 90-es éveket ebben a dalban szerették volna tükrözni. A Hideaway felvétele után Afuni visszahívta Kieszát további dalok rögzítésére, melyek szintén New Yorkban készültek el.

## Megjelenések
CD Single  Island Records - 0602537852284
1. Hideaway - 4:12
2. Hideaway (extended) - 5:16

7" kislemez piros színű limitált  Local Legend -  0602537848904
1. Hideaway - 4:12
2. Hideaway (extended) - 5:16

## Videóklip
A videóklipet 2014 februárjában forgatták New York Brooklyn negyedében a Kent Ave & North 12th Street kereszteződésében, és annak utcájában, amely egy teljes folyamatos videó, vágások nélkül. Kiesza nyilatkoza szerint a videó elkészítése nem volt egyszerű, mivel előtte 1 hónappal eltört egyik bordája, és nehezen mozgott. A dal premierje a BBC1 rádióban volt Annie Mac műsorában a Mac Specialy Delivery-ben.

## Kiadások
| Ország             | Dátum           | Formátum           | Label                                    |
| ------------------ | --------------- | ------------------ | ---------------------------------------- |
| Egyesült Királyság | 2014 április 11 | Digitális letöltés | Lokal Legend                             |
| Svájc              | 2014 április 11 | Digitális letöltés | Lokal Legend                             |
| Egyesült Államok   | 2014 április 14 | Digitális letöltés | Chronicles Lokal Legend                  |
| Egyesült Államok   | 2014 július 1   | Digitális letöltés | Lokal Legend 4th & B'way Island Republic |

## Charts
| Slágerlista (2014)                        | Legmagasabb helyezés |
| ----------------------------------------- | -------------------- |
| Ausztrália (ARIA)                         | 25                   |
| Ausztria (Ö3 Austria Top 40)              | 17                   |
| Belgium (Ultratop 50 Flanders)            | 1                    |
| Belgium (Ultratop 50 Wallonia)            | 3                    |
| Kanada CHR/Top 40 (Billboard)             | 5                    |
| Kanada Hot AC (Billboard)                 | 5                    |
| Csehország (Rádio Top 100)                | 30                   |
| Csehország (Singles Digitál Top 100)      | 20                   |
| Dánia (Tracklisten Top 40)                | 2                    |
| Európa (Euro Digital Songs)               | 1                    |
| Finnország (Latauslista)                  | 29                   |
| Franciaország (Single Top 100)            | 24                   |
| Németország (Media Control Charts)        | 5                    |
| Greece Digital Songs (Billboard)          | 10                   |
| Magyarország (Rádiós Top 40)              | 31                   |
| Magyarország (Single Top 40)              | 7                    |
| Írország (IRMA)                           | 11                   |
| Italy (FIMI)                              | 1                    |
| Luxembourg Digital Songs (Billboard)      | 6                    |
| Hollandia (Top 40)                        | 4                    |
| Hollandia (Single Top 100)                | 1                    |
| Lengyelország (Polish Airplay Top 20)     | 12                   |
| Lengyelország (Dance Top 50)              | 2                    |
| Russia (Russia Top 20)                    | 1                    |
| Skócia (Scottish Singles Top 40)          | 1                    |
| Szlovákia (Rádio Top 100)                 | 39                   |
| Szlovákia (Singles Digitál Top 100)       | 15                   |
| Spanyolország (PROMUSICAE)                | 49                   |
| Svájc (Schweizer Hitparade)               | 5                    |
| Egyesült Királyság (UK Singles Chart)     | 1                    |
| Egyesült Királyság (UK Dance Chart)       | 1                    |
| US Billboard Hot 100                      | 51                   |
| US Hot Dance/Electronic Songs (Billboard) | 7                    |
| US Hot Dance Club Songs (Billboard)       | 5                    |
| US Mainstream Top 40 (Billboard)          | 17                   |
| US Rhythmic (Billboard)                   | 31                   |

| Slágerlista (2014)                           | Helyezés |
| -------------------------------------------- | -------- |
| Kanada (Canadian Hot 100)                    | 29       |
| Németország (Official German Charts)         | 20       |
| Olaszország (FIMI)                           | 19       |
| Egyesült Királyság (Official Charts Company) | 15       |